# Назарук, Игорь Николаевич
Игорь Николаевич Назарук (род. 19 ноября 1949, Москва, СССР) — советский и российский композитор, джазовый музыкант (фортепиано, электронные клавишные инструменты). Является одним из признанных виртуозов. В последних десятилетиях XX века продемонстрировал яркие авторские программы (соло, с малыми ансамблями и оркестром). Автор саундтрека телепередачи «Криминальная Россия. Современные хроники». Заслуженный артист Российской Федерации (1997).

## Биография
В 1972 году окончил Московскую государственную консерваторию им. П. И. Чайковского по классу фортепиано у С. Г. Нейгауза.
В 1970 году начал работать в Государственном симфоническом оркестре кинематографии СССР в качестве солиста.
С 1974 года, в составе квартета солистов оркестра (Назарук Игорь, Кузнецов Алексей, Исплатовский Алексей, барабанщик Чернышев Андрей), участвовал в отечественных и зарубежных фестивалях. В последующем выступал в Москве, за исключением фестивалей в Днепропетровске (1982) и Баку (1983), поскольку постоянно работал в оркестре кинематографии
В 1992—1993 работал музыкальным редактором киноконцерна «Мосфильм». Игорь Назарук — автор музыки ко многим игровым, документальным и анимационным фильмам. Часто сотрудничает с режиссёром-мультипликатором Марией Муат. Также известен как писатель.

## Дискография
- «Ансамбль Игоря Назарука» (1977)
- «Утверждение. Джазовые композиции» (1978) — совм. c А. Кузнецов, А. Исплатовский, А. Чернышев
- «Коляда. Карпатское новогодье» (1982)
- «И пробудился лес» (1985)
- «Пианографика» (1985)

### Участие в других записях
- Алексей Кузнецов: «Голубой коралл» (1980)
- Ансамбль «Мелодия»: «Танцевальная музыка Анатолия Кирияка. [Дискоклуб-11, пластинка 1]» (1983)

### Музыка к фильмам
- 1975 — Шире шаг, маэстро! — короткометражка
- 1981 — Ералаш № 28 «Портфель»
- 1984 — И жизнь, и слезы, и любовь
- 1988 — За всё заплачено
- 1988 — Запретная зона
- 1988 — Шаг
- 1990 — Похороны Сталина
- 1991 — Брюнетка за 30 копеек
- 1991 — Мементо мори
- 1992 — Я хотела увидеть ангелов
- 1993 — Про бизнесмена Фому
- 1995 — Роковые яйца
- 1996 — Несут меня кони…
- 1996—1997 — Клубничка
- 2000 — Фортуна
- 2006 — Бедная крошка
- 2010 — Я подарю себе чудо

### Музыка к телепередачам
- 1995 — Криминальная Россия. Современные хроники
- 2006 — Следствие вели… с Леонидом Каневским

### Музыка к мультфильмам
- 1991 — История одного города. Органчик
- 1993 — Прекрасная Маргарет и Черри Флей
- 1996 — Короли и капуста
- 1996 — Приключения слонёнка Денди
- 1997 — Ночь перед Рождеством
- 2000 — Лукоморье. Няня
- 2002 — Желтухин
- 2003 — Девочка Люся и дедушка Крылов
- 2003 — Гостинец от крёстной
- 2003 — Полынная сказка в три блина длиной
- 2004 — Каштанка
- 2004 — Про мышонка
- 2005 — Лу. Рождественская история
- 2006 — Снегурочка

## Награды и звания
- Медаль «За труды в культуре и искусстве» (31 июля 2025 года) — за большой вклад в развитие отечественной культуры и искусства, многолетнюю плодотворную деятельность[3].
- Заслуженный артист Российской Федерации (25 августа 1997 года) — за заслуги в области искусства[2].
- Почётная грамота Президента Российской Федерации (16 декабря 2015 года) — за заслуги в развитии отечественной культуры и искусства, многолетнюю плодотворную деятельность[4].
- Лауреат международных джазовых фестивалей.